# Strelka
Strelka (Стрелка) — компьютерная шахматная программа для Windows, разработанная Юрием Осиповым. В настоящее время Strelka является одной из сильнейших в мире программ, включая блиц-рейтинг листы и сильнейшей в России.

## Сила игры
Всего разработано пять версий программы. Последняя программа Strelka 5.5 включает только одно-процессорную версию. В рейтинге CCRL 40/40 от 17.08.2013 шахматная программа Strelka 5.5 64-bit имеет 3115 единиц Бэйесело. В блиц-рейтинге CCRL 40/4 от 24.08.2013 программа Strelka 5.1 64-bit имеет 3137 единиц Бэйесело. В блиц-рейтинге CEGT 4/40 от 28.08.2013 программа Strelka 5.0 x64 1CPU имеет 3003 единиц Эло.

## Версии
- Strelka 5.5
- Strelka 5.1
- Strelka 5 Компиляции от Jim Ablett
- Strelka 5
- Strelka 3R
- Strelka 2.0 B
- Strelka 1.8 UCI
- Strelka 1.0b

## Внутренние качества
Автор программы Юрий Осипов не утверждает, что последняя версия является полностью оригинальной, так как использовал при разработке многое из других программ: Rybka 3, IPPOLIT’ы, Houdini, Critter и Stockfish. В наибольшей степени это касалось алгоритмов шахматной программы Houdini 1.5а. Однако, Strelka 5.0 содержит многие принципиальные отличия от других программ. Прежде всего, в алгоритме поиска оценочной функции. Хотя оценка текущей позиции часто выдает странные результаты, её алгоритм строится на цепочке ходов, приведших к ней.

## Полемика о признании в мире
В мае 2007 года появилась новая шахматная программа Strelka, предложенная Юрием Осиповым. Вскоре, возникли утверждения, что Strelka была клоном программы Rybka 1.0 beta, как перепроектированной и немного измененной её версии. Некоторые шахматисты обнаружили у обеих программ идентичный анализ во множестве различных позиций, имевших в некоторых случаях одни и те же ошибки и слабости. Осипов, однако, неоднократно заявлял на форумах, что Strelka была основана на Fruit, а не на Rybka, и что любые общие черты были потому, что либо Rybka также была основана на Fruit, либо с близкими с Rybka функцией оценки.
В версию программы Strelka 2.0 beta был включен исходный код. Создатель Rybka, Васик Райлих, заявил, что код указывает на «очевидность» того, что Strelka 2.0 beta была клоном Rybka 1.0 beta, хотя не без некоторых усовершенствований определенных областей. На основе этого он назвал код своим собственным и намеревался повторно выпустить его под собственным названием, хотя позже этого не сделал. Он также утверждал, что «Yuri Osipov» был псевдонимом.
Согласно Виктору Захарову (компания Convekta) в его обзоре для шахматного веб-сайта Арены: «Я полагаю, что Юрий Осипов (Иванович) — настоящее имя. Он не скрывал его. Однако я не могу утверждать это со 100%-ой гарантией.» Он также немного контактировал с Юрием Осиповым для развития мобильной платформы шахматных программ.
Однако, автор программы Fruit Фабиан Летузье ясно выразил в открытом письме, упомянутом выше, что версия Strelka 2.0 beta является производной Fruit с некоторыми незначительными изменениями.